# Burj Al Babas
Burj Al Babas est un développement résidentiel situé près de la ville turque de Mudurnu, dont les bâtiments sont conçus pour ressembler à des châteaux miniatures. Le site, initié par le groupe Sarot, est à l'abandon depuis 2019 après le dépôt de bilan des promoteurs avec une dette de 27 millions de dollars.

## Conception originale
Le projet Burj Al Babas impliquait la construction de 732 villas de luxe de trois étages, toutes très similaires les unes aux autres et caractérisées par des éléments d'architecture gothique. Parallèlement, les tours cylindriques à lucarnes et les tours carrées à balustrades s'inspirent notamment de la tour de Galata à Istanbul, construite à la fin du Moyen Âge par les Génois, et de la tour de Léandre, située sur une île du Détroit du Bosphore, à quelques centaines de mètres de la ville.
Selon la brochure originale, le centre du complexe devait inclure une structure en forme de dôme contenant un centre commercial, des installations de santé et de beauté telles que des bains turcs, une mosquée, une salle de cinéma et d'autres installations ouvertes aux résidents.
Les maisons étaient en vente entre 370 000 et 530 000 dollars.
Visant le marché arabe, les partenaires ont nommé le développement Burj Al Babas Thermal Tourism Company et ont commencé à commercialiser les maisons par l'intermédiaire de leur agence immobilière au Koweït.
Le site de la mer Noire en Turquie est situé à proximité des sources chaudes de la région. Les fouilles sur le site ont révélé qu'à 200 mètres sous terre, la température de l'eau atteint 68 °C ou 154° F.

## Complications
La construction du complexe a commencé en 2014. Utilisant 2 500 travailleurs, les développeurs visaient à terminer le projet en quatre ans. Le développement a été un succès à l'origine avec environ la moitié des châteaux vendus à l'avance.
En 2018, les ventes ont finalement stagné, provoquant la faillite du promoteur. La chute des prix du pétrole et l'instabilité en Turquie ont été citées comme raisons de la chute des ventes. Le maire de la ville de Mudurnu Mehmet Inegol restait convaincu que le projet allait recommencer.
En 2021, 587 des 732 maisons prévues ont été commencées, y compris quelques jardins, mais aucune n'est terminée.